# Oleksandr Ponomariov
Oleksandr Ponomarjov (ukrainska: Олександр Валерійович Пономарьов, Oleksandr Valerijovytj Ponomarjov) representerade Ukraina i Eurovision Song Contest 2003 med låten Hasta la vista. Bidraget fick 30 poäng och hamnade på 14:e plats.